# 周群飛
周 群飛（しゅう ぐんひ、チョウ・チュンフェイ、1970年 - ）は、香港の起業家。中国藍思科技（レンズ・テクノロジー）の創業者。

## 略歴
1970年、湖南省湘郷市壺天鎮の農村で貧困な家庭に生まれる。
改革開放の初期、周群飛家族は改革開放の最前線の都市深圳市に来て生計を立てて、周群飛は深圳大学のそばの工場の澳亜光学で働いて、晩に深圳大学の夜間学校で本を読みます。その後、周群飛は社長と結婚しました。
1993年3月18日、周群飛は家族を連れて深圳市で創業しました。
2003年、周群飛は深圳市で藍思科技（レンズ・テクノロジー）を創立しました。
2018年1月、第13回全国政治協商会議委員に当選しました。3月8日、胡潤研究院は2018年の『胡潤世界の起業家女性富豪ランキング』を発表しました。周群飛氏は総資産615億元で、「起業家女性富豪」の1位に輝いた。